# Zim l'envahisseur
Zim l'envahisseur (Invader Zim) est une série télévisée d'animation américaine en 47 épisodes de 22 minutes, créée par Jhonen Vasquez dont 27 épisodes ont été diffusés entre le 30 mars 2001 et le 10 décembre 2002 sur Nickelodeon.
Très populaire aux États-Unis, cette série a eu une diffusion limitée dans les pays francophones. En effet, pendant plusieurs années, il était communément admis que la série n'avait jamais été diffusée en France pour de raisons éditoriales. Elle a été diffusée sur Nickelodeon dès le 30 août 2010 et jusqu'en février 2011. La série est diffusée sur PlutoTV depuis le 16 février 2023.
Un téléfilm de la série, titré Zim l'envahisseur et le Florpus, est sorti sur Netflix le 16 août 2019.

## Synopsis

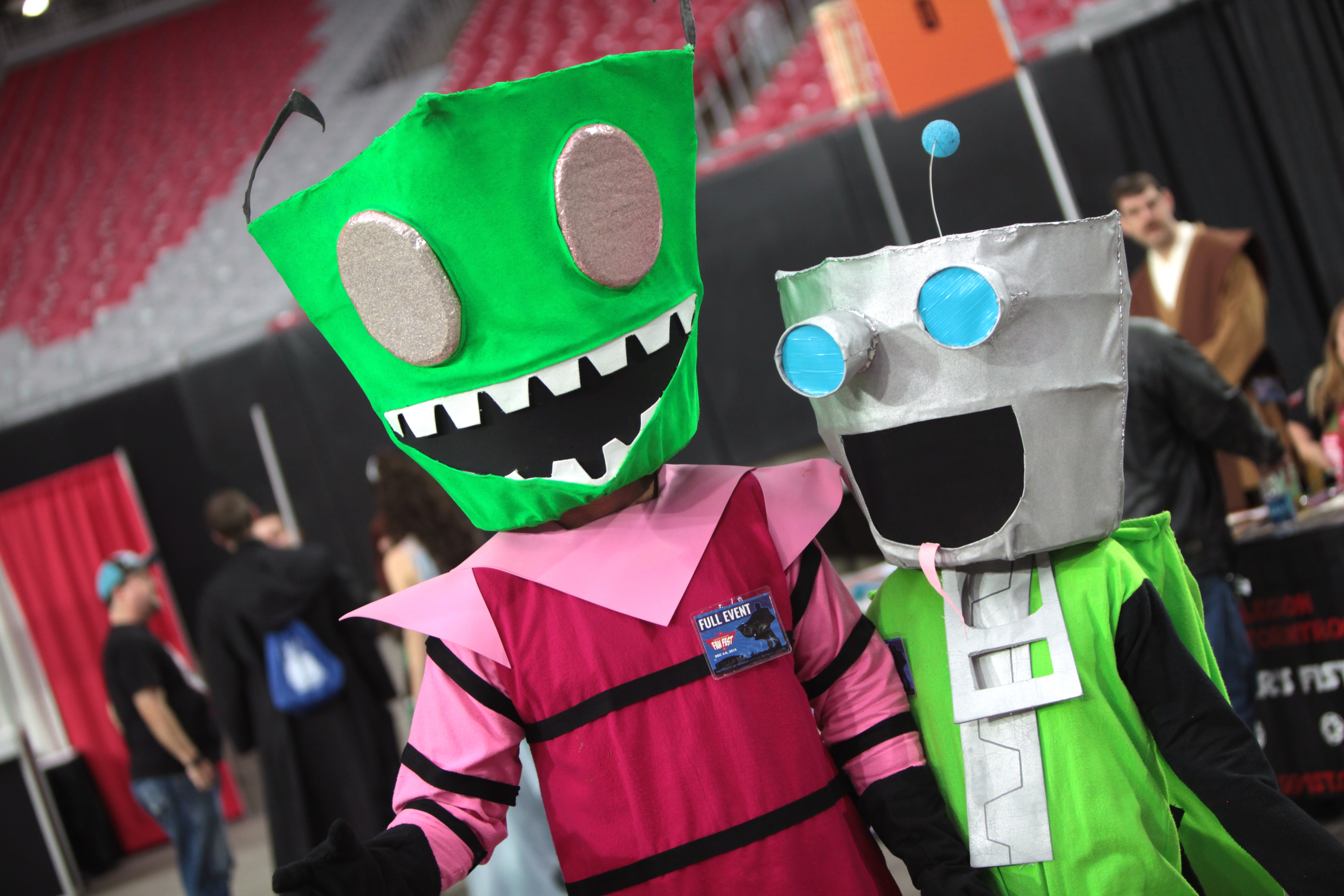
Cosplay de Zim et de son robot stupide Zut.

Dans un futur proche, les Irkiens (Irkens en version originale) forment une civilisation extraterrestre impérialiste, technologiquement avancée et férue de malbouffe. La position sociale et hiérarchique des Irkiens étant directement liée à leur taille individuelle, leurs deux dirigeants sont logiquement dénommés « Grandeurs suprêmes » (the Tallest).
Dans le cadre de l'opération Chaos imminent 2 (Impending Doom 2) servant leurs visées expansionnistes, les Grandeurs organisent une spectaculaire cérémonie d'ouverture. Au cours de celle-ci, les envahisseurs les plus méritants se voient attribuer chacun une planète à infiltrer pour ourdir la future attaque de l'armada irkienne. Alors que la cérémonie touche à sa fin, Zim surgit à la surprise générale. Cet Irkien de petite taille avait pourtant été déchu de son statut d'envahisseur puis condamné à l'exil après avoir ruiné à lui seul l'opération Chaos imminent 1 en dévastant l'armada et sa propre planète dans un excès de violent enthousiasme.
Ni grand, ni spécialement compétent, Zim n'en est pas moins obtus, agressif et prétentieux à outrance. Lorsqu'il exige arrogamment son propre monde à conquérir, les Grandeurs décident de se débarrasser de l'importun en lui attribuant une mission spécieuse et un robot assistant dysfonctionnel nommé Zut (Gir, en anglais). Envoyé se perdre aux confins de l'univers, Zim finit par découvrir un petit corps céleste qui ne figure même pas sur la carte de l'invasion : la Terre. Mégalomane convaincu de l'importance supposée de sa « mission secrète », l'Irkien prend pied sur cette planète bleue. Revêtu d'un déguisement rudimentaire consistant en une perruque et des lentilles de contact, il intègre ensuite une école primaire en tant qu'élève afin d'y étudier les humains.
Or un jeune Terrien, Fred (Dib, en anglais), est parvenu à capter une transmission audio de la grande cérémonie irkienne tenue six mois plus tôt. Ce garçon passionné de mystères et d'ufologie devine sans peine la nature extraterrestre de l'étrange élève à peau verte qui vient d'arriver dans son établissement scolaire. La guerre secrète entre Zim et Fred débute immédiatement par un esclandre en pleine classe devant Mme Vinaigre, vieille institutrice acariâtre et imperturbable.
Bien décidé à sauver le monde de la menace alien mais systématiquement en butte aux sarcasmes de ses camarades et de son irascible petite sœur Zoé (Gaz, en anglais), joueuse compulsive de jeux vidéo, Fred réalise qu'il n'est pas facile de protéger une humanité profondément abrutie ou parfaitement indifférente à ses mises en garde.

## Distribution

### Voix originales
- Richard Horvitz : Zim
- Billy West : Zim (episode pilote)
- Rosearik Rikki Simons : Gir (Zut)
- Andy Berman : Dib (Fred)
- Melissa Fahn : Gaz (Zoé)

### Voix françaises
- Taric Mehani : Zim
- Frédéric Popovic : Fred Membrane
- Christine Pâris : Zoé Membrane
- Martial Le Minoux : le professeur Membrane, Grandeur Violette
- Benoît Du Pac : Grandeur Rouge, Brian
- Nathalie Homs : Mme Vinaigre
- Olivier Korol : Zut, la Lettre M, Larb
- Emmanuel Fouquet : Sous fifre
Version française
  - Studio de doublage : Sonicville
  - Adaptation : Stéphane Guissant, Frédéric Roques, Émilie Barbier

 Sauf indication contraire ou complémentaire, les informations mentionnées dans cette section proviennent du générique de fin de l'œuvre audiovisuelle présentée ici.

## Personnages
- Zim : Cet extraterrestre Irkien possède une technologie très avancée, mais pas beaucoup de bon sens. Arrogant, hystérique, et pas franchement discret, si sa vraie nature n'est pas découverte par le grand public malgré l'insistance de Fred, ce n'est clairement pas grâce à ses talents et son déguisement d'humain à la peau verte, mais parce que la population est trop bête pour voir l'évidence. Quand il n'est pas à l'école en train d'essayer de comprendre les faiblesses du genre humain et faire des expériences sur ses "petits camarades" à l'école, il élabore de nouveaux plans de conquête et/ou éradication de la race humaine. Il est apparemment rongé comme par de l'acide par toute nourriture humaine.

- Fred (Dib) : Ce jeune garçon « à grosse tête » comme le disent souvent les gens, n'a que pour seule passion le paranormal. Ce n'est pas pour rien qu'il veut devenir enquêteur du paranormal. Il déteste Zim et essayera par tous les moyens de démontrer que c'est un alien, un vrai, mais parce qu'il a "crié aux loups" trop de fois tout le monde se fiche de ce que Fred peut raconter.

- Zut (Gir) : le robot serviteur de Zim. Pour éviter de gaspiller un robot d'assistance et renseignement de l'armée Irkienne (appelés "USRI") en le donnant à Zim, les leaders lui ont vite-fait bricolé un ersatz de USRI à l'aide de pièces de récupération traînant dans une poubelle et un ordinateur central fait de babioles traînant au fond de leurs poches. Disposant tout de même de capacités étendues, ce robot est cependant bien trop idiot et lunatique pour exécuter efficacement les ordres qu'il reçoit. Il préfère généralement jouer avec ses peluches, regarder la télévision, ou se frapper la tête en chantant. Il est cependant très obéissant quand il veut - mais seulement pour des ordres simples.

- Zoé (Gaz) : la sœur de Fred. Elle déteste tout le monde, et ne voue un culte qu'aux jeux vidéo et aux boissons gazeuses. Cependant elle sauvera souvent son frère dans les situations les plus critiques - pas par altruisme, mais généralement parce qu'elle a elle-même un compte a régler avec lui. Elle est sans doute la seule personne autre que Fred qui sache que Zim est un extraterrestre, mais s'en fiche royalement; c'est soit qu'elle trouve Zim trop idiot pour être une menace, soit qu'à ses yeux la race humaine ne vaut pas la peine d'être sauvée.

## Épisodes
| Saison | Saison  | Episodes | États-Unis        | États-Unis            | France          | France        |
| Saison | Saison  | Episodes | Début de saison   | Fin de saison         | Début de saison | Fin de saison |
| ------ | ------- | -------- | ----------------- | --------------------- | --------------- | ------------- |
|        | Pilotes | Pilotes  | 11 mai 2004 (DVD) |                       |                 |               |
|        | 1       | 20       | 30 mars 2001      | 28 septembre 2002     | 30 Août 2010    |               |
|        | 2       | 7        | 10 décembre 2002  | 12 octobre 2004 (DVD) |                 |               |

### Première saison (2001-2002)
1. Pilote (Pilot)
2. Le Cauchemar Commence (The Nightmare Begins)
3. Réunion des parents d'élèves (Parent Teacher Night)
4. Perdus dans la ville (Walk of Doom)
5. Le meilleur de tous les meilleurs copains (Bestest Friend)
6. NanoZIM (NanoZIM)
7. Microbes (Germs)
8. La moisson de l'horreur (Dark Harvest)
9. Les soucoupes débiles attaquent (Attack of the Saucer Moron)
10. L'arroseur arrosé (The Wettening)
11. La journée de l'orientation (Career Day)
12. Fred, roi du catch (Battle Dib)
13. Trou noir (A Room with a Moose)
14. Hamsterzilla (Hamstergeddon)
15. Le cerveau (Invasion of the Idiot Dog Brain)
16. Un passé de cochon (Bad, Bad Rubber Piggy)
17. Les voleurs de planètes (Planet Jackers)
18. Zim, le boutonneux (Rise of the Zitboy)
19. Titre français inconnu (Plague of Babies)
20. Titre français inconnu (Bloaty's Pizza Hog)
21. Bolognious Maximux (Bolognius Maximux)
22. Le jeu de bœuf 2 (Game Slave 2)
23. Le cauchemar d'Halloween (Halloween Spectacular of Spooky Doom)
24. Mystérieux Mystères (Mysterious Mysteries)
25. Futur Fred (Future Dib)
26. Porte à Porte (Door to Door)
27. Le dernier avertissement du FBI (FBI Warning of Doom)
28. La bataille des planètes (Battle of the Planets)
29. L'enlèvement (Abducted)
30. La triste et pathétique histoire de l'homme-poulet (The Sad, Sad Tale of Chicken Foot)
31. Le Mégator (Megadoomer)
32. Poux (Lice)
33. TAK : La nouvelle fille hideuse (Tak: the Hideous Girl)
34. Zut devient fou (Gir goes Crazy and Stuff)
35. La merveilleuse vie chaotique de Fred (Dib's Wonderfull Life of Doom)
36. Hobo 13 (Hobo 13)
37. Marche pour ta Vie (Walk for your Lives)

### Deuxième saison (2002-2004)
1. Le Plus Pire Noël de la vie (The Most Horrible X-mas Ever)
2. Passagers des étoiles (Backseat Drivers From Beyond the Stars)
3. Mortos le voleur d'âme (Mortos Der Soulstealer)
4. Zim mange des gaufres (Zim Eats Waffles)
5. La fille qui pleure des gnomes (The Girl Who Cried Gnome)
6. La conscience de Fred (Dibship Rising)
7. Vindicatif (Vindicated!)
8. Le vote de la damnation (The Voting of the Doomed)
9. Zoé, goûteuse de porc (Gaz, Taster of Pork)
10. Le cuistot de l'espace (The Frycook What Came from All That Space)